# Polemon (Sohn des Andromenes)
Polemon (altgriechisch Πολέμων Polémōn; † nach 316 v. Chr.) war ein makedonischer Soldat Alexanders des Großen und ein Feldherr in den frühen Diadochenkriegen.
Er war der jüngste von vier Söhnen des Andromenes, seine Brüder waren Amyntas, Simmias und Attalos. Die Brüder wurden bereits von König Philipp II. an den makedonischen Hof in Pella geholt, wo sie in wichtige Positionen gelangten. Als jüngster hatte Polemon vermutlich erst die Stellung eines Pagen im königlichen Gefolge während Alexanders Asienfeldzug inne, als die Brüder 330 v. Chr. in der Affäre um den Attentatsplan des Dimnos in Verdacht gerieten, an der Verschwörung teilgenommen zu haben. Polemon hatte bei der Verhaftung des Philotas fluchtartig das Feldlager verlassen, was den Verdacht gegen sie erhärtet hatte. Von Amyntas wurde er allerdings wieder in das Lager zurückgerufen und nach einer von ihm geführten Verteidigung wurden die Brüder von jedem Verdacht freigesprochen.
Bis zum Tod Alexanders 323 v. Chr. wird Polemon nicht mehr erwähnt. Als Schwager des Perdikkas erscheint er aber mit seinem Bruder Attalos an dessen Seite, indem beide 321 v. Chr. mit der Übernahme des Leichenzugs Alexanders in Syrien beauftragt wurden um ihn nach Makedonien zu führen. Der General Arrhidaios aber, der den Leichenzug bis dahin anführte, konnte ihrem Zugriff entgehen und mit Hilfe des Ptolemaios den Leichnam des Eroberers nach Ägypten bringen. Nach dem Ende des Perdikkas am Nil 320 v. Chr. schlossen sich Attalos und Polemon ihrem weiteren Schwager Alketas an, wurden aber 319 v. Chr. in der Schlacht von Kretopolis von Antigonos Monophthalmos besiegt und gefangen genommen.
Letztmals wird Polemon für das Jahr 316 v. Chr. genannt, als er mit seinem Bruder und anderen gefangenen Generälen die Kontrolle über ihr Gefängnis übernahm und anschließend von Stratonike belagert wurde. Ob er dabei zusammen mit seinem Bruder ums Leben kam oder wie andere auf die Seite des Antigonos überging, ist unklar.